# Epiencyrtus turni
Epiencyrtus turni är en stekelart som först beskrevs av Alpheus Spring Packard 1881.  Epiencyrtus turni ingår i släktet Epiencyrtus och familjen sköldlussteklar. Inga underarter finns listade i Catalogue of Life.